# Parafia Najświętszego Serca Pana Jezusa w Woli Krzysztoporskiej
Parafia Najświętszego Serca Pana Jezusa w Woli Krzysztoporskiej – parafia rzymskokatolicka w Woli Krzysztoporskiej. Należy do dekanatu Rozprza archidiecezji częstochowskiej. Została utworzona w 1951 roku. Parafię prowadzą księża archidiecezjalni.